# (334) Chicago
(334) Chicago  – planetoida należąca do zewnętrznej części głównego pasa planetoid.

## Odkrycie i nazwa
Asteroida (334) Chicago została odkryta w 23 sierpnia 1892 w Landessternwarte Heidelberg-Königstuhl, w Heidelbergu przez Maxa Wolfa. Nazwa nawiązuje do miasta Chicago w Stanach Zjednoczonych, a nadanie jej zrywało ze zwyczajem nazywania planetoid wyłącznie imionami żeńskimi. Przed nadaniem nazwy planetoida nosiła oznaczenie tymczasowe (334) 1892 L.

## Orbita
Orbita planetoidy (334) Chicago jest nachylona pod kątem 4,64˚ do ekliptyki, a jej mimośród wynosi 0,024. Ciało to krąży w średniej odległości 3,887 j.a. wokół Słońca. Peryhelium orbity znajduje się 3,791 j.a., a aphelium 3,983 j.a. od Słońca. Na jeden obieg Słońca asteroida ta potrzebuje 7 lat i 241 dni.

## Właściwości fizyczne
Jest to ciało, którego średnica wynosi 158 km, ma najprawdopodobniej nieregularny kształt. Absolutna wielkość gwiazdowa Chicago wynosi 7,64m. Albedo tego obiektu jest małe – 0,062, zatem jest to asteroida odbijająca mało światła słonecznego, co jest zapewne związane ze składem chemicznym jej powierzchni. Stwierdzono tam występowanie prostych związków węglowych.